# Melchor Ocampo

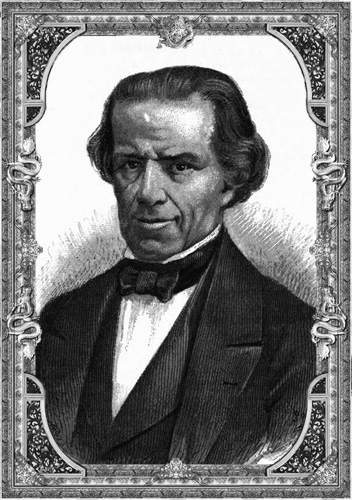
Melchor Ocampo

Melchor Ocampo (Pateo (?), ca. 5 januari 1814 – Tepeji del Rio, 3 juni 1861) was een Mexicaans politicus. Hij was een de belangrijkste ideologen voor het negentiende-eeuwse liberalisme in Mexico.

## Biografie
Hij werd geboren in de staat Michoacán. Over zijn jongste jaren is weinig bekend. Het is niet bekend wie zijn ouders zijn, al zijn er sterke vermoedens dat hij de onwettige zoon was van een katholieke priester. Het is in ieder geval duidelijk dat Melchor Ocampo niet zijn echte naam is, maar een naam die hij aannam tijdens zijn studententijd. Hij studeerde aan het seminarie van Morelia en aan de universiteit van Mexico, waar hij afstudeerde in de rechten. Hij studeerde ook natuurkunde, scheikunde en botanie.
In 1840 reisde hij naar Europa, waar hij in aanraking kwam met liberale denkbeelden. Terug in Mexico begon hij zijn studies te combineren met juristenwerk. Hij legde zich toe op landbouwwetenschappen, catalogiseerde de flora en fauna en bestudeerde de indiaanse talen.

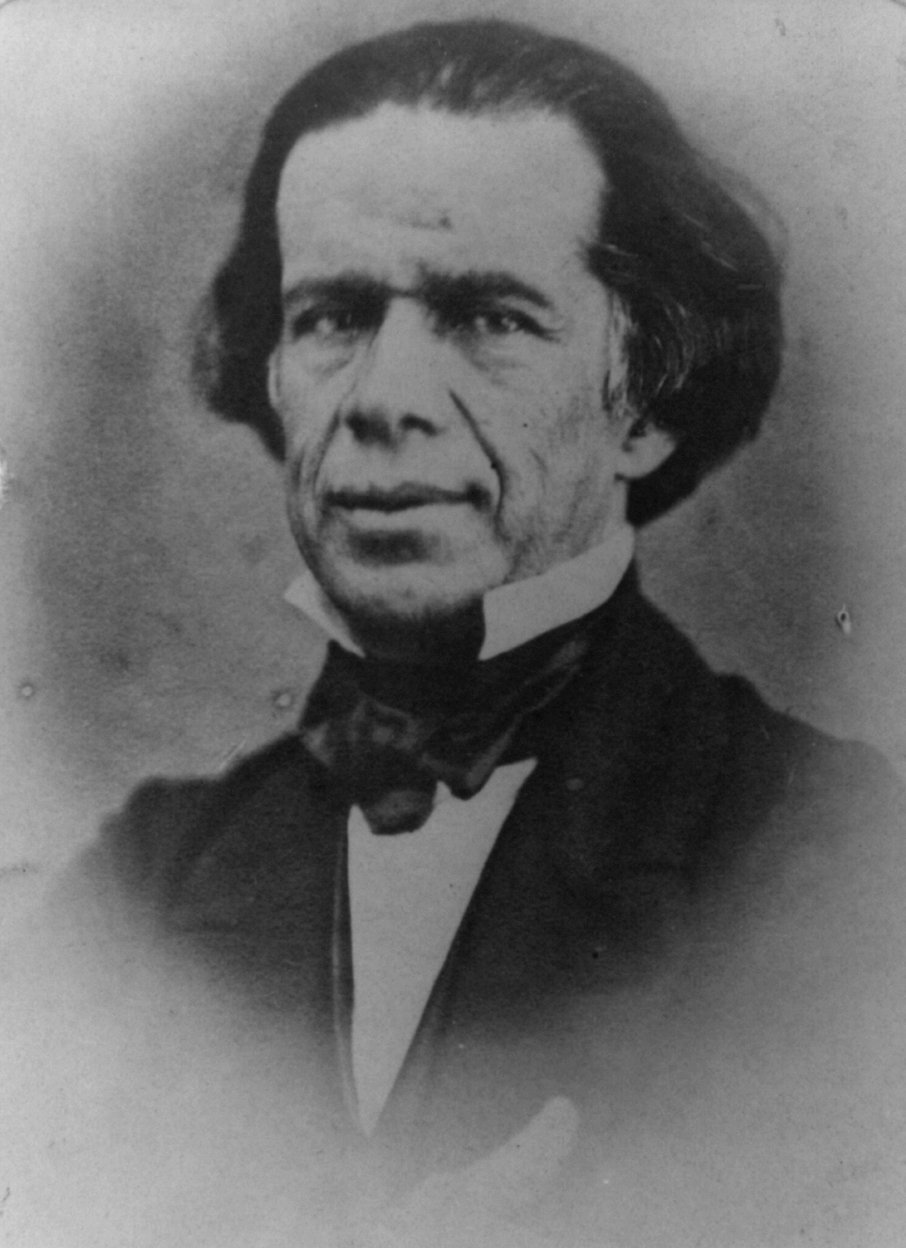
Foto van Melchor Ocampo

Van 1846 tot 1849, tijdens de Amerikaans-Mexicaanse Oorlog diende hij als gouverneur van Michoacán. In 1850 werd hij het land uitgezet door de dictator Antonio López de Santa Anna. Hij ging in New Orleans wonen, waar hij contact legde met Benito Juárez. Toen Juan Álvarez in 1854 in opstand kwam tegen Santa Anna, sloten Juárez en Ocampo zich bij hem aan. In 1855 was Santa Anna verdreven. Álvarez werd interim-president, en Juárez en Ocampo werden minister.
De nieuwe regering voerde de hervormwetten door, die vooral tegen de alomaanwezige macht van de Kerk gericht waren. Ocampo had zich ontpopt tot een vurig anti-katholiek, naar eigen zeggen nadat hij een priester tegen een vrouw, die de begrafenis van haar overleden echtgenoot niet kon betalen, hoorde zeggen dat zij hem dan maar moest opeten. In 1858 kwamen de katholieken in opstand tegen de regering, en de zogenaamde Hervormingsoorlog brak uit. Ocampo was een van de belangrijkste liberale leiders tijdens deze oorlog. Zo tekende hij het McLane-Ocampoverdrag, waardoor de liberale regering door de Verenigde Staten werd erkend. Op 1 januari 1861 namen de liberalen Mexico-Stad in, en de oorlog was afgelopen. Later dat jaar werd Juárez tot president gekozen.
Juárez bood Leonardo Márquez, een conservatieve generaal, amnestie aan. Ocampo was hier woedend over en stapte uit de regering. Hij trok zich terug op zijn landgoed Pomoca (een anagram van Ocampo). Op 1 juni viel een groep conservatieve ruiters zijn haciënda binnen. Ze brachten hem naar hun leider Leonardo Márquez, dezelfde persoon aan wie Juárez gratie had verleend. Twee dagen later werd hij na een showproces ter dood veroordeeld en aan een boom opgehangen.

## Plaatsnamen
Ocampo's geboortestaat Michocán is naar hem Michoacán de Ocampo genoemd. Bovendien zijn er verschillende plaatsen naar Ocampo genoemd:
- Hueyapan de Ocampo, Veracruz
- Melchor Ocampo, Chihuahua
- Melchor Ocampo, Mexico
- Melchor Ocampo, Nuevo León
- Melchor Ocampo, Zacatecas
- Ocampo, Coahuila
- Tututepec de Melchor Ocampo, Oaxaca

- Biblioteca Nacional de España: XX1322045
- Bibliothèque nationale de France: cb125181790 (data)
- Author citation (botany): M.Ocampo
- Gemeinsame Normdatei: 131849255
- International Standard Name Identifier: 0000 0001 2280 5967
- Library of Congress Control Number: n80032108
- Nationale Bibliotheek van Israël: 987007494065205171
- Nederlandse Thesaurus van Auteursnamen: 308451171
- SNAC: w69k7d4w
- Système universitaire de documentation: 078163706
- Virtual International Authority File: 59191915
- WorldCat: E39PBJxWRvYdbmXxrcQJCHxv73